# Aedes kivuensis
Aedes kivuensis är en tvåvingeart som beskrevs av Edwards 1941. Aedes kivuensis ingår i släktet Aedes och familjen stickmyggor.
Artens utbredningsområde är Kongo-Kinshasa. Inga underarter finns listade i Catalogue of Life.